# زیاران
زیاران (به تاتی: Ziyārān) شهری از توابع بخش مرکزی شهرستان آبیک است. زیاران دروازۀ ورود به منطقۀ تاریخی طالقان است و با توجه به مناظر طبیعی این شهر، به‌عنوان منطقه نمونه گردشگری شناخته می‌شود.

## موقعیت جغرافیایی
زیاران در فاصله ۶۱ کیلومتری غرب کرج و ۵۹ کیلومتری شرق قزوین واقع شده‌است. ارتفاع زیاران از سطح دریا ۱۷۶۲ متر است و در عرض جغرافیایی ۷ دقیقه و ۳۶ درجه و طول جغرافیایی ۳۲ دقیقه و ۵۰ درجه قرار گرفته‌ است.

## وجه تسمیه
در مورد وجه تسمیه زیاران مدرک یقینی به دست نیامد اما چنانچه در نزهةالقلوب (سده ۸ قمری) آمده زیاران روزگاری جزو سرزمین دیلم و طبرستان بوده و در محدوده مرزی آن سرزمین واقع گردیده بود. با توجه به این نکته که روزگاری زیاریان بر منطقه دیلم و طبرستان تا محدوده این دهستان حکمرانی داشتند، می‌توان به این نتیجه و احتمال قوی رسید که زیاران از زیاریان مشتق شده باشد.
 در شمال روستای خزین آباد روی تپه‌ای کاروانسرایی بوده که علی‌رغم فاصله قابل ملاحظه آن با زیاران، به نام کاروانسرای زیاران معروف بوده‌است.
زیاران در گذشته به صورت قلعه بوده و تمام آبادی در محدوده همان قلعه واقع شده بود. انتهای جنوبی قلعه درست به دیوار جنوبی امامزاده ختم می‌گشت. برجی گلی از دیوار قلعه تا سال ۱۳۷۱ در میان دیوار امامزاده مشهود بود که به علت تعمیر دیوارهای امامزاده، آخرین اثر آن قلعه هم از بین رفت. محلی باز در شمال قبرستان قدیمی زیاران می‌باشد که هنوز به قالای دَمْ (به فارسی: جلوی قلعه) معروف است.
از قدیم‌الایام یکی از مراسم‌های پرشوری که همه ساله در زیاران برپا می‌شده شبیه‌خوانی می‌باشد که از شهرت فراوانی برخوردار است.

## مردم‌شناسی

### جمعیت
براساس سرشماری سال ۱۳۹۵، جمعیت زیاران ۴،۷۴۹ نفر است. به‌دلیل آب و هوای کوهستانی و ییلاقی منطقه، زیاران دارای جمعیت فصلی بوده و در بهار و تابستان جمعیت آن به ۷۰۰۰ نفر می‌رسد.

### مردم‌شناسی و زبان
زبان مردم زیاران تاتی است که بیشتر در تاکستان و منطقه طالقان و الموت کاربرد دارد.

## مکان‌های دیدنی
حمام قدیمی و تاریخی شهر زیاران قریب به ۲۰۰ سال قدمت دارد و یکی از آثار تاریخی این شهر است. گفته می‌شود حمام تاریخی زیاران از سوی خواهر فتحعلی شاه قاجار ساخته شده‌است. درخت چنار کهنسال زنده و پر از برگ‌های سبز و نارنجی با ۲٫۵ متر قطر و ۴۷۰ سال قدمت در جوار این حمام بر زیبایی این شهر افزوده‌است. سد زیاران نیز در جنوب شهر زیاران واقع شده و دسترسی به منطقه توریستی طالقان تنها از طریق زیاران امکان‌پذیر است.

## رودخانه‌ها

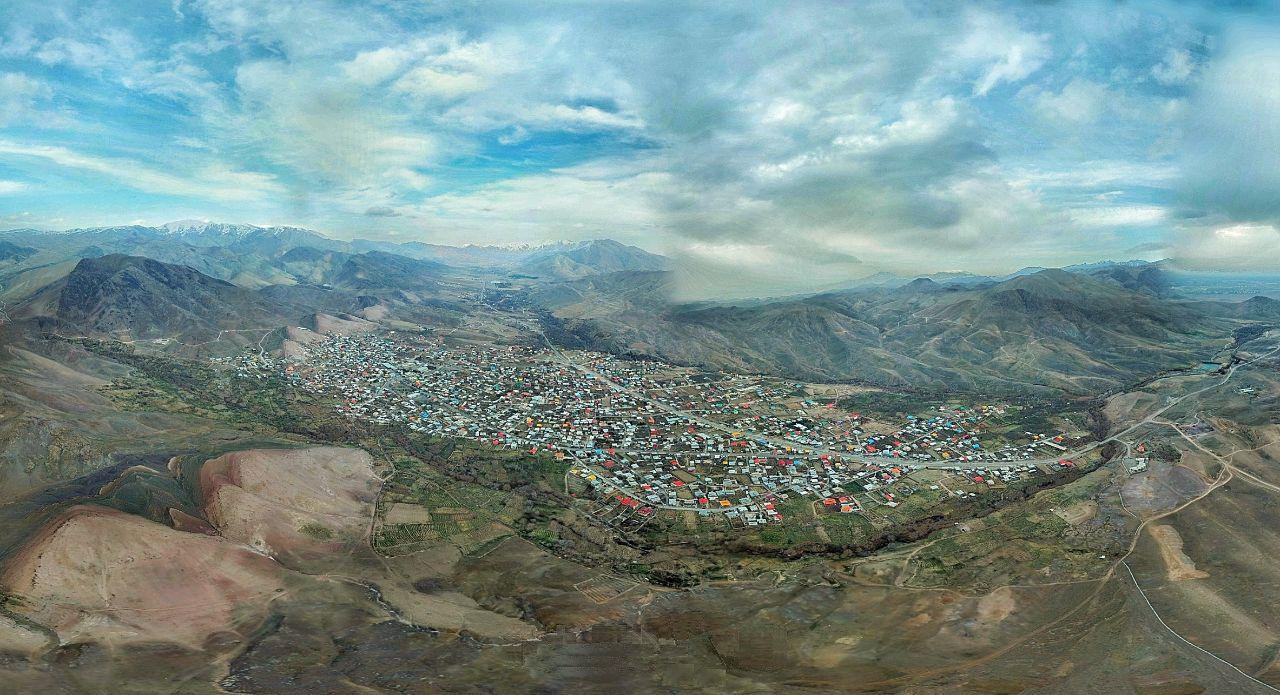
نمایی از شهر زیاران

در دو سوی غرب و شرق شهر دو رودخانه می‌گذرد که اکثر باغستان‌های شهر در کناره‌های آن واقع‌اند. رودخانه شاهرود که از رود طالقان منشعب می‌گردد و توسط تونلی به این سوی کوه‌ها می‌آید، از جنوب شهر گذشته و باغستان‌های اطراف را مشروب می‌سازد. این رودخانه پیلَّه رُخانَه (به فارسی: رودخانه بزرگ) خوانده می‌شود. سد انحرافی زیاران نیز در مسیر همین رود، در جنوب شهر ساخته شده‌است. دو رود شرقی و غربی شهر نیز در جنوب آن به همین رود می‌پیوندند.

## آب و هوا
زیاران از نظر آب و هوا جزو مناطق کوهپایه‌ای به حساب می‌آید که دارای آب و هوایی سرد تا معتدل می‌باشد. زیاران از هر چهار طرف محصور در باغ‌ها و رودهای فصلی و دائمی است.

## محصولات
از جمله محصولات زیاران انگور است. محصولات دیگر همچون سیب، گردو، آلوزرد، گوجه سبز، گیلاس و ... تولید می‌شود. لازم به ذکر است شغل عمده مردم شهر زیاران کشاورزی است که یکی از مهم‌ترین راه‌های درآمدزایی برای ساکنان زیاران است.

## زیاران و آستان قدس رضوی
شاید بزرگ‌ترین مشکل مردم زیاران درگیری با آستان قدس رضوی باشد. زیاران نزدیک به ۷۰۰۰ نفر جمعیت دارد. اراضی زیاران بالغ بر ۱۸۰۰۰ هکتار است. در اراضی زیاران هم صیفی کاری می‌شود، هم محصولات باغی به عمل می‌آید و هم تولید غلات انجام می‌گیرد. سال‌هاست که تولیت آستان قدس رضوی کل اراضی زیاران را موقوفه اعلام کرده و به شکل‌های مختلف از اهالی شهر اجاره می‌گیرد. مسئله امروز و دیروز نیست. ریشه دعوا به سال ۱۳۱۶ برمی‌گردد. در آن تاریخ اهالی زیاران برای تهیه اسناد اراضی خود به اداره ثبت مراجعه می‌کنند و ناگهان متوجه می‌شوند که کل این ۱۸۰۰۰ هکتار از سال ۱۳۱۰ به صورت وقف در اختیار آستان قدس رضوی قرار گرفته‌است. آستان قدس رضوی مردم را از مالکیت بر زمین خودشان محروم کرد، و در واقع زندگی و کار آنان را تحت کنترل گرفت. در دوره حکومت محمدرضا شاه، آستان قدس حدود ۳۰۰۰ هکتار از اراضی زیاران را به نهادها و شرکت‌های مختلف واگذار کرد. بخشی از زمین‌ها را برای ساختن پادگان آبیک به ارتش سپرد، بخشی را به شرکت گوشت زیاران داد که کشتارگاه درست کنند، و بخش قابل توجهی از زمین‌ها را به مردم آبیک فروخت تا در منطقه‌ای که اکنون شهرک قدسِ آبیک نامیده می‌شود، منازل مسکونی بنا کنند. بخش‌های دیگری را هم در اختیار یک شرکت پرورش طیور و یک شرکت گاوداری قرار داد …
مردم زیاران سال‌هاست خواستار وقف‌نامه معتبر از آستان قدس هستند.

## رودخانه شاهرود و سد زیاران
رودخانه شاهرود یکی از اصلی‌ترین جاذبه‌های گردشگری منطقه زیاران است. در سال‌های اخیر این رودخانه یکی از بزرگ‌ترین معضلات زیاران بوده است. در سال ۱۳۹۲ خورشیدی ۱۴ نفر در رودخانه شاهرود و سد و کانال زیاران غرق شدند. و چون زیاران منطقه گردشگری است، بیشتر این جان باختگان غیر بومیانی بودند که به این منطقه سفر کرده بودند و در اثر بی‌احتیاطی جان خود را از دست دادند.